# Ређоне Баде Пира (Сасари)
Ређоне Баде Пира је насеље у Италији у округу Сасари, региону Сардинија.
Према процени из 2011. у насељу је живело 34 становника. Насеље се налази на надморској висини од 268 м.